# Válka je vůl (Vol. 2): Hity 1967–1979
Válka je vůl (Vol. 2): Hity 1967–1979 je kompilační album české rockové skupiny Synkopy 61. Jedná se o druhý díl trojdílného výběru Válka je vůl, který se zaměřuje na tvorbu Synkop v 60. a 70. letech. Album bylo vydáno v roce 1996 vydavatelstvím FT Records (katalogové číslo FT0018), křest desky proběhl 6. července 1996 ve Strážnici.

## Seznam skladeb
| Pořadí         | Název                 | Hudba                             | Text                | Původní album                           | Délka |
| -------------- | --------------------- | --------------------------------- | ------------------- | --------------------------------------- | ----- |
| 1.             | Já slyším múzy        | Spector, Barry, Greenwich, Wilson | Směja, Leoš Továrek | singl (1970)                            | 2:31  |
| 2.             | Tichej kout           | Veselý                            | František Jemelka   | Synkopy 61 (1968)                       | 2:33  |
| 3.             | Venuše                | Rybář                             | František Jemelka   | Synkopy 61 (1970)                       | 4:11  |
| 4.             | Byl jednou jeden král | Směja                             | Směja               | B strana singlu „Já slyším múzy“ (1970) | 2:56  |
| 5.             | Jen si hrej           | Směja                             | František Jemelka   | Synkopy 61 (1970)                       | 2:21  |
| 6.             | Pár týdnů             | Směja                             | Hanák               | Festival (1972)                         | 2:56  |
| 7.             | Svatební              | Rybář                             | Směja               | Synkopy 61 (1970)                       | 3:07  |
| 8.             | Vítězství světla      | Směja                             | Směja, Čarvaš       | Synkopy 61 (1968)                       | 2:44  |
| 9.             | A bylo nám hej        | Wilson, Love                      | Směja               | Synkopy 61 (1970)                       | 2:22  |
| 10.            | Měsíční park          | Hensley                           | Hanák               | B strana singlu „Robinson“ (1973)       | 4:20  |
| 11.            | Bytost podivná        | Směja                             | Hanák               | Festival (1972)                         | 3:49  |
| 12.            | Festival              | Davis                             | Směja               | Festival (1972)                         | 2:59  |
| 13.            | Balón                 | Veselý                            | Hanák               | Xantipa (1974)                          | 4:16  |
| 14.            | Robinson              | Směja                             | Hanák               | singl (1973)                            | 2:29  |
| 15.            | Ďáblova známá         | Blakley, Hawkes                   | Hanák               | Festival (1972)                         | 2:25  |
| 16.            | Brouk                 | Směja                             | Hanák               | Xantipa (1974)                          | 2:53  |
| 17.            | V pátek uragán vál    | Směja                             | Pavel Cmíral        | singl (1971)                            | 2:12  |
| 18.            | To se stává           | Směja                             | Hanák               | Formule 1 (1975)                        | 3:11  |
| 19.            | Kolemjdoucí           | Livgren, Walsh                    | Hanák               | singl (1980)                            | 4:36  |
| Celková délka: | Celková délka:        | Celková délka:                    | Celková délka:      | Celková délka:                          | 59:26 |